# Suspilne
Public Broadcasting Company of Ukraine (UA:PBC; ukr. Національна суспільна телерадіокомпанія України (НСТУ), powszechnie znana jako Suspilne (ukr. Суспільне, tłum. publiczne) – ukraiński telewizyjny nadawca publiczny i zarazem spółka akcyjna.
Całość udziałów firmy należy do państwa Ukrainy, jej status reguluje ustawa „O telewizji publicznej i radiofonii Ukrainy” przyjęta 17 kwietnia 2014 roku. Organy państwowe nie mają prawa ingerować w politykę programową firmy. Spółka prowadzi kanał telewizyjny Perszyj, jedyny ukraiński państwowy kanał ogólnokrajowy, który obejmuje swoim zasięgiem ponad 97% terytorium Ukrainy, oraz jego programy skierowane są do wszystkich warstw społecznych społeczeństwa ukraińskiego i mniejszości narodowych. Jej oddział radiowy, Ukrajińśke Radio (ukr. Українське радіо), jest najpopularniejszą stacją radiową informacyjną i rozrywkową na Ukrainie, nadającą w 192 miejscowościach we wszystkich 24 obwodach. Do priorytetowych kierunków sieci należą publicystyka informacyjna, popularnonaukowa, kulturoznawcza, rozrywkowa i sportowa.
Od swojego założenia w 2017 roku jest jedynym ukraińskim członkiem Europejskiej Unii Nadawców (EBU), dzięki czemu odpowiada za udział kraju m.in. w Konkursie Piosenki Eurowizji i Konkursie Piosenki Eurowizji Junior.

## Historia
Nadawanie radiowe na Ukrainie rozpoczęło się 16 listopada 1924 roku, gdy około godz. 19:00 w Charkowie, ówczesnej stolicy Ukraińskiej Socjalistycznej Republiki Radzieckiej nadano słowa „Halo! Halo! Halo! Mówi Charków, mówi Charków, mówi Charków! Wszyscy, wszyscy, wszyscy! Działa pierwsza radiostacja telefoniczna na Ukrainie!”. Następnie odbył się koncert Państwowego Kwartetu Muzycznego im. Viloma i radiowego magazynu „Proletar”, które zostały odtworzone i odebrane w miejskich klubach łącznie przez niecałą godzinę czasu antenowego. Na cześć rozpoczęcia nadawania ukraińskiego radia, 16 listopada został ogłoszony Dniem Pracowników Radia, Telewizji i Komunikacji na Ukrainie. 16 listopada 1924 powstaje prekursor NSTU – Narodowa Radiokompania Ukrainy (NRU). Pierwsza sieć radiowa na Ukrainie pojawiła się w 1928 roku.
Już 1 lutego 1939 roku w Kijowie została nadana pierwsza transmisja telewizyjna ze stacji telewizyjnej, znajdującej się w Domu ukraińskiego radia. Transmisja trwała 40 minut, w trakcie której pokazywany był portret Sergo Ordżonikidze. Po zakończeniu II wojny światowej, 6 listopada 1951 w Kijowie na antenie stacji telewizyjnej po raz pierwszy został transmitowany radziecki film patriotyczny „Wielki blask”. Następnego dnia została pokazana uroczystość na cześć 34. rocznicy rewolucji październikowej. 1 maja 1952 nadany koncert ukraińskich śpiewaków Kijowskiego Teatru Opery im. Tarasa Szewczenki. Natychmiast po budowie telecentrów w Moskwie i Leningradzie, w 1953 roku zakończono budowę nowej Kijowskiej stacji telewizyjnej na Chreszczatyku. Regularna transmisja programów rozpoczęła się w 1956 roku, wcześniej były wyświetlane filmy fabularne i dokumentalne tylko dwa razy dziennie. 20 stycznia 1965 powstał pierwszy regularny kanał ukraiński o nazwie UT-1 (Ukraińska TV-1). Była to stacja telewizji publicznej, której program nadawany jest obecnie pod nazwą Perszyj.
1 stycznia 1992 na Ukrainie powstał drugi kanał UT-2. Od 1969 roku stacja telewizyjna w Kijowie, a od 1976 roku także stacja telewizyjna we Lwowie już przesyłała programy kolorowe. W 1983 roku rozpoczęto budowę nowej stacji telewizyjnej w Kijowie, przy ulicy Melnykowa 42. Dopiero 30 grudnia 1992 oddana do eksploatacji. W grudniu 1989 roku koncesję na nadawanie otrzymała pierwsza prywatna stacja telewizyjna o nazwie „Tonis”, stając się pierwszym konkurentem państwowej stacji na rynku. Po odzyskaniu niepodległości przez Ukrainę w 1992 roku UT został zreorganizowany na DTRK (Państwowa Teleradiomówna Kompania Ukrainy, ukr. Державна телерадіомовна компанія України, ДТРК), który od 1993 roku jest członkiem Europejskiej Unii Nadawców. 1 czerwca 1995 powstaje prekursor NSTU – Narodowa Telekompania Ukrainy (NTU).
Ustawa regulująca status NSTU „O telewizji publicznej i radiofonii Ukrainy” została przyjęta 17 kwietnia 2014 roku. 8 sierpnia prezydent Petro Poroszenko podpisał ustawę „O zmianie niektórych aktów ustawodawczych dotyczących telewizji publicznej i radiofonii Ukrainy”. 19 stycznia 2017 roku oficjalnie działalność rozpoczyna Narodowa Publiczna Teleradiokompania Ukrainy, zarejestrowana w skarbie państwa, na której pierwszego prezesa poprzez otwarte głosowanie wybrany został Zurab Alasania. Ukraina stała się równocześnie przedostatnim krajem europejskiej bez publicznego serwisu telewizyjnego – nadal nie posiada go Białoruś. W marcu 2017 roku wprowadzono nowe prawo, wymagające, aby co najmniej 75% programów było nadawanych w języku ukraińskim.
Wraz z rozpoczęciem inwazji Rosji na Ukrainę 24 lutego 2022 roku, większość ukraińskich kanałów telewizyjnych przełączyła się na sygnał telewizji parlamentarnej Rada, gdzie wraz z wieloma innymi kanałami telewizja publiczna zaczęła nadawać program Jedyni nowyny (ukr. Єдині новини, tłum. Zjednoczone wiadomości), które są kolejno produkowane przez różne kanały i uzupełniane oficjalnymi informacjami przez agencje rządowe, aby „obiektywnie i szybko dostarczać wyczerpujących informacji z różnych regionów kraju 24 godziny na dobę, 7 dni w tygodniu”. Od 1 marca 2022 roku w związku z inwazją Rosji na Ukrainę kanał Perszyj jest dostępny w ramach telewizji hybrydowej na ósmym multipleksie naziemnej telewizji cyfrowej w Polsce.

## Kanały telewizyjne i stacje radiowe

### Kanały telewizyjne
Suspilne operuje 27 kanałami telewizyjnymi, w tym 3 ogólnokrajowymi i 24 regionalnymi dla każdego obwodu Ukrainy.
| Nazwa kanału     | Logo | Format nadawania              |
| ---------------- | ---- | ----------------------------- |
| Perszyj          |      | 576i 16:9 (SDTV) 1080i (HDTV) |
| Suspilne Kultura |      | 576i 16:9 (SDTV) 1080i (HDTV) |
| Suspiłne Sport   |      | 576i 16:9 (SDTV) 1080i (HDTV) |

- Perszyj – kanał ogólnokrajowy, nadający programy o tematach socjalnych
- Suspiłne Kultura – kanał ogólnokrajowy, nadający programy o tematach kulturoznawczych, rozrywkowych i edukacyjnych
- Suspiłne Sport – kanał ogólnokrajowy, nadający programy o tematach Sportowych
- Suspiłne Charków – kanał regionalny, nadający na terenie obwodu charkowskiego, z siedzibą w Charkowie
- Suspiłne Chersoń – kanał regionalny, nadający na terenie obwodu chersońskiego, z siedzibą w Chersoniu
- Suspiłne Chmielnicki – kanał regionalny, nadający na terenie obwodu chmielnickiego, z siedzibą w Chmielnickim
- Suspiłne Czerkasy – kanał regionalny, nadający na terenie obwodu czerkaskiego, z siedzibą w Czerkasach
- Suspiłne Czernihów – kanał regionalny, nadający na terenie obwodu chernihowskiego, z siedzibą w Czernihowie
- Suspiłne Czerniowce – kanał regionalny, nadający na terenie obwodu czerniowieckiego, z siedzibą w Czernowcach
- Suspiłne Dniepr – kanał regionalny, nadający na terenie obwodu dniepropetrowskiego, z siedzibą w Dnieprze
- Suspiłne Donbas – kanał regionalny, nadający na terenie obwodu donieckiego i ługańskiego, z siedzibą w Kramatorsku
- Suspiłne Iwano-Frankiwsk – kanał regionalny, nadający na terenie obwodu iwanofrankiwskiego, z siedzibą w Iwano-Frankiwsku
- Suspiłne Kijów – kanał regionalny, nadający na terenie obwodu kijowskiego i miasta wydzielonego Kijów, z siedzibą w Kijowie
- Suspiłne Kropywnycki – kanał regionalny, nadający na terenie obwodu kirowohradzkiego, z siedzibą w Kropywnyckim
- Suspiłne Krym – kanał regionalny, nadający na terenie autonomicznej Republiki Krymu i miasta wydzielonego Sewastopolu, z siedzibą w Kijowie
- Suspiłne Lwów – kanał regionalny, nadający na terenie obwodu lwowskiego, z siedzibą we Lwowie
- Suspiłne Mikołajów – kanał regionalny, nadający na terenie obwodu mikołajowskiego, z siedzibą w Mikołajowie
- Suspiłne Odesa – kanał regionalny, nadający na terenie obwodu odeskiego, z siedzibą w Odessie
- Suspiłne Połtawa – kanał regionalny, nadający na terenie obwodu połtawskiego, z siedzibą w Połtawie
- Suspiłne Równe – kanał regionalny, nadający na terenie obwodu rówieńskiego, z siedzibą w Równych
- Suspiłne Sumy – kanał regionalny, nadający na terenie obwodu sumskiego, z siedzibą w Sumach
- Suspiłne Tarnopol – kanał regionalny, nadający na terenie obwodu tarnopolskiego, z siedzibą w Tarnopolu
- Suspiłne Użhorod – kanał regionalny, nadający na terenie obwodu zakarpackiego, z siedzibą w Użhorodzie
- Suspiłne Winnica – kanał regionalny, nadający na terenie obwodu winnickiego, z siedzibą w Winnicy
- Suspiłne Zaporoże – kanał regionalny, nadający na terenie obwodu zaporoskiego, z siedzibą w Zaporożu
- Suspiłne Łuck – kanał regionalny, nadający na terenie obwodu wołyńskiego, z siedzibą w Łucku
- Suspiłne Żytomierz – kanał regionalny, nadający na terenie obwodu żytomierskiego, z siedzibą w Żytomierzu

### Kanały zlikwidowane
| Nazwa kanału    | Logo | Format nadawania              |
| --------------- | ---- | ----------------------------- |
| Suspiłne Nowyny |      | 576i 16:9 (SDTV) 1080i (HDTV) |

- Suspiłne Nowyny – kanał ogólnokrajowy, nadający programy o tematach publicystyczno-informacyjnych

### Stacje radiowe
NSTU operuje 28 stacjami radiowymi, w tym jednym międzynarodowym, 3 ogólnokrajowymi i 24 regionalnymi dla każdego obwodu Ukrainy.
| Nazwa kanału                | Logo | Frekwencja nadawania |
| --------------------------- | ---- | -------------------- |
| Ukrajińśke Radio            |      | MHz                  |
| Radio Kultura               |      | MHz                  |
| Radio Promiń                |      | MHz                  |
| Radio Ukraine International |      | MHz                  |

- Ukrajińśke Radio – stacja ogólnokrajowa, nadająca programy o tematach socjalnych i publicystyczno-informacyjnych
- Radio Kultura – stacja ogólnokrajowa, nadająca programy o tematach kulturoznawczych, rozrywkowych i edukacyjnych
- Radio Promiń – stacja ogólnokrajowa, nadająca programy o tematach muzycznych i konwersacyjnych
- Ukrajińśke Radio Charków – stacja ogólnokrajowa, nadająca na terenie obwodu charkowskiego, z siedzibą w Charkowie
- Ukrajińśke Radio Chersoń – stacja regionalna, nadająca na terenie obwodu chersońskiego, z siedzibą w Chersoniu
- Ukrajińśke Radio Chmielnicki – stacja regionalna, nadająca na terenie obwodu chmielnickiego, z siedzibą w Chmielnickim
- Ukrajińśke Radio Czerkasy – stacja regionalna, nadająca na terenie obwodu czerkaskiego, z siedzibą w Czerkasach
- Ukrajińśke Radio Czernihów – stacja regionalna, nadająca na terenie obwodu chernihowskiego, z siedzibą w Czernihowie
- Ukrajińśke Radio Czerniowce – stacja regionalna, nadająca na terenie obwodu czerniowieckiego, z siedzibą w Czernowcach
- Ukrajińśke Radio Dniepr – stacja regionalna, nadająca na terenie obwodu dniepropetrowskiego, z siedzibą w Dnieprze
- Ukrajińśke Radio Donbas – stacja regionalna, nadająca na terenie obwodu donieckiego i ługańskiego, z siedzibą w Kramatorsku
- Ukrajińśke Radio Iwano-Frankiwsk – stacja regionalna, nadająca na terenie obwodu iwanofrankiwskiego, z siedzibą w Iwano-Frankiwsku
- Ukrajińśke Radio Kijów – stacja regionalna, nadająca na terenie obwodu kijowskiego i miasta wydzielonego Kijów, z siedzibą w Kijowie
- Ukrajińśke Radio Kropywnycki – stacja regionalna, nadająca na terenie obwodu kirowohradzkiego, z siedzibą w Kropywnyckim
- Ukrajińśke Radio Krym – stacja regionalna, nadająca na terenie autonomicznej Republiki Krymu i miasta wydzielonego Sewastopolu, z siedzibą w Kijowie
- Ukrajińśke Radio Lwów – stacja regionalna, nadająca na terenie obwodu lwowskiego, z siedzibą we Lwowie
- Ukrajińśke Radio Mikołajów – stacja regionalna, nadająca na terenie obwodu mikołajowskiego, z siedzibą w Mikołajowie
- Ukrajińśke Radio Odesa – stacja regionalna, nadająca na terenie obwodu odeskiego, z siedzibą w Odessie
- Ukrajińśke Radio Połtawa – stacja regionalna, nadająca na terenie obwodu połtawskiego, z siedzibą w Połtawie
- Ukrajińśke Radio Równe – stacja regionalna, nadająca na terenie obwodu rówieńskiego, z siedzibą w Równych
- Ukrajińśke Radio Sumy – stacja regionalna, nadająca na terenie obwodu sumskiego, z siedzibą w Sumach
- Ukrajińśke Radio Tarnopol – stacja regionalna, nadająca na terenie obwodu tarnopolskiego, z siedzibą w Tarnopolu
- Ukrajińśke Radio Użhorod – stacja regionalna, nadająca na terenie obwodu zakarpackiego, z siedzibą w Użhorodzie
- Ukrajińśke Radio Winnica – stacja regionalna, nadająca na terenie obwodu winnickiego, z siedzibą w Winnicy
- Ukrajińśke Radio Zaporoże – stacja regionalna, nadająca na terenie obwodu zaporoskiego, z siedzibą w Zaporożu
- Ukrajińśke Radio Łuck – stacja regionalna, nadająca na terenie obwodu wołyńskiego, z siedzibą w Łucku
- Ukrajińśke Radio Żytomierz – stacja regionalna, nadająca na terenie obwodu żytomierskiego, z siedzibą w Żytomierzu